# Silas Soule
Silas Stillman Soule (sinh 26/7/1838, mất 23/4/1865) là một người Mỹ theo phong trào hủy bỏ chế độ nô lệ, sĩ quan quân đội và một "trưởng tàu" của tuyến đường sắt giải thoát cho các nô lệ. Là một Kansas Jayhawker, ông ủng hộ và là một diễn thuyết viên cho phong trào của John Brown (người theo chủ nghĩa bãi nhiệm) trong thời gian xung đột tại Kansas dẫn đến cuộc nội chiến Hoa Kỳ. Sau đó, trong cuộc Nội chiến Hoa Kỳ, ông gia nhập tiểu đoàn 1 Colorado, là Đại úy trong Quân Liên minh.
Silas Soule là chỉ huy của Công ty D, 1 Colorado Cavalry, có mặt tại Sand Creek vào ngày 29 tháng 11 năm 1864 khi ông từ chối một lệnh tham gia Vụ thảm sát Sand Creek. Trong cuộc điều tra tiếp theo, Soule đã làm chứng chống lại sĩ quan chỉ huy của vụ thảm sát John Chivington, và ngay sau đó, ông bị sát hại ở Denver, có lẽ là để trả thù cho hành động này.